# Ciro Nieli
Ciro Nieli (Hitchin, North Hertfordshire; 5 de febrero de 1974) es un director de animación británico, conocido por ser el creador de la serie Super Escuadrón Ciber Monos Hiperfuerza ¡Ya!. Actualmente trabaja como productor de Los Vengadores: Los Héroes más poderosos del planeta.

## Créditos
- Los Vengadores: Los Héroes más poderosos del planeta (2010 - Productor)
- Transformers Animated (2008 - Productor)
- Super Escuadrón Ciber Monos Hiperfuerza ¡Ya! (2004 - Creador/Director)
- Los Jóvenes Titanes (serie animada) (2003 - Productor)